# Порогское муниципальное образование
Порогское муниципальное образование — муниципальное образование со статусом сельского поселения в 
Нижнеудинском районе Иркутской области России. 
Административный центр — посёлок Порог.

## Население
| 2010 | 2011 | 2012 | 2013 | 2014 | 2015 | 2016 |
| ---- | ---- | ---- | ---- | ---- | ---- | ---- |
| 782  | ↘780 | ↘754 | ↘724 | ↘697 | ↘680 | ↘676 |
| 2017 |      |      |      |      |      |      |
| ↘669 |      |      |      |      |      |      |

По результатам Всероссийской переписи населения 2010 года численность населения муниципального образования составила 782 человека, в том числе 376 мужчин и 406 женщин.

## Населенные пункты
В состав муниципального образования входят населенные пункты
- Порог
- Кирей-Муксут
- Привольное
- Участок Пушкинский[9]